# Marianne Mahn-Lot
Pour les articles homonymes, voir Mahn et Lot.
Marianne Tatiana  Mahn-Lot, née le 18 février 1913 à Fontenay-aux-Roses et morte le 10 novembre 2005 à Issy-les-Moulineaux, est une historienne française, spécialiste de la découverte de l'Amérique espagnole et de Bartolomé de Las Casas, premier défenseur des Indiens.

## Biographie
Fille des médiévistes Ferdinand Lot et Myrrha Borodine et sœur de Irène Vildé-Lot et d'Éveline Lot-Falck, elle a passé son enfance à Fontenay-aux-Roses. Élève de l'École des chartes, où elle rencontre son futur mari Jean-Berthold Mahn, elle y obtient le diplôme d'archiviste paléographe en 1937 grâce à une thèse sur Philippe d'Évreux, roi de Navarre.
Après la guerre, où son mari a trouvé la mort lors de la campagne d'Italie, elle travaille au Mercure de France, tout en poursuivant des recherches historiques qui lui permettront ensuite d'être ingénieur de recherches à la VIe section de l’École pratique des hautes études. L'essentiel de son œuvre d'historienne est consacré à la découverte de l'Amérique et à Las Casas, mais elle a aussi travaillé à faire mieux connaître les travaux de son mari et ceux de ses parents .

## Publications
- Bartolomé de Las Casas et le droit des indiens, Payot, 1995 (nouvelle édition), coll. « Le regard de l'histoire »
- Bartolomé de Las Casas : une théologie pour le Nouveau Monde, Desclée de Brouwer, 1991, coll. « Prophète pour demain »
- L'Évangile et la Force / Bartolomé de Las Casas, présentation, traduction, choix de textes, Éditions du Cerf, 1991 (3e éd.)
- Portrait historique de Christophe Colomb, Seuil, coll. « Points Histoire », 1988
- La Découverte de l'Amérique, Flammarion, coll. « Champs », 1970
- Le Réseau du Musée de l'Homme - Boris Vildé, Historiens et géographes no 369 - Mars 2000